# 雷纳托·科蒂
雷納托·科蒂（義大利語：Renato Corti；1936年3月1日—2020年5月12日）是意大利籍天主教司鐸級樞機，曾出任諾瓦拉教區主教。

## 生平
雷納托·科蒂于1936年3月1日在意大利北部倫巴底大區萊科省的市鎮加爾比亞泰出生，1959年7月28日在無玷聖母獻主會晉鐸。
他於1981年4月30日獲教宗若望保祿二世任命為米蘭總教區輔理主教，領Zallata領銜教區主教銜。同年6月6日晉牧。1990年12月19日起擔任諾瓦拉教區正權主教。任主教期間曾擔任意大利主教團副主席和皮埃蒙特地區主教團副主席。他還在擔任聖座東方教會部和萬民福音部成員。
直至2011年11月24日榮休，由弗蘭科·朱利奧·布蘭比拉接替出任諾瓦拉教區正權主教。
2016年10月9日，教宗方濟各在三鐘經中宣布將於同年11月19日將科蒂擢升為樞機。
2020年5月12日，科蒂在意大利倫巴第大區羅鎮逝世，享年84歲。

## 牧徽

雷納托·科蒂樞機牧徽